# Aliança Cinco Olhos
Os Cinco Olhos (em inglês:  FIVE EYES, também FVYE) é um acordo entre Austrália, Canadá, Nova Zelândia, Reino Unido e Estados Unidos. Esses países se reuniram a partir do Tratado UKUSA que visava a cooperação entre as inteligências dessas nações.
A origem dos Cincos Olhos remete ao pós II Guerra Mundial, quando os Aliados assinam a Carta do Atlântico buscando estabelecer seus objetivos no pós-guerra. Ao longo da Guerra Fria, o programa de monitoramento ECHELON foi inicialmente desenvolvido pelos países integrantes dos Cinco Olhos para monitorar as comunicações entre União Soviética e os países do Leste Europeu, apesar de mais tarde ter sido acusado de monitorar bilhões de conversas privadas ao redor do mundo.
Nos anos 1990, a existência do ECHELON foi revelado a população e isso levou a um intenso debate do Parlamento Europeu e, de maneira menos intensa, no Congresso dos EUA. Como parte dos esforços a Guerra ao Terror desde 2001, os Cinco Olhos  aumentaram sua capacidade de vigilância com ênfase World Wide Web (internet). Membro contratado do NSA, Edward Snowden descreve os Cinco Olhos como uma “organização de inteligência supranacional que não respondem às leis de seus próprios países”. Documento vazados por Snowden em 2013 revelaram que os Cinco Olhos espionaram a população e trocaram essas informações entre si para contornar restrições Constitucionais de cada país em relação a vigilância da população.
Apesar do impacto da revelação dos documentos de Snowden, alguns especialistas na área de inteligência comunitária acreditam que o aumento da preocupação global afetará a relação dos países do Cinco Olhos que até hoje mantem a maior aliança de espionagem conhecida na história. Desde o processamento de dados que são obtidos de diversas fontes, as formas de compartilhar essas informações não estão restritas a inteligências de sinal (SIGNT), também, envolvem inteligência de defesa e inteligência humana (HUMINT). A tabela a seguir dá uma visão geral de como as agências do Cinco Olhos estão envolvidas nessas formas de compartilhamento de dados.

## História

### Origens (1940-1950)

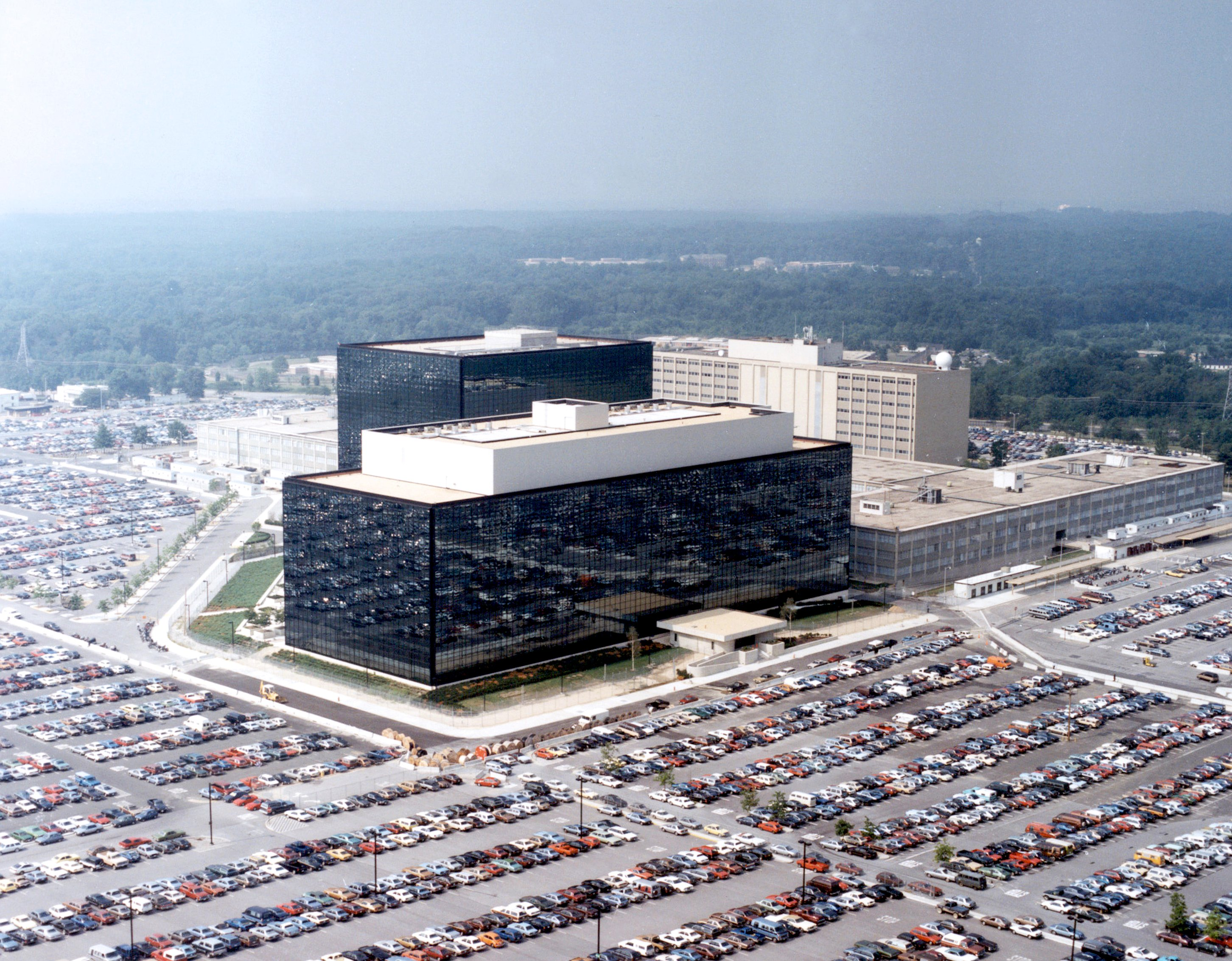
Sede da Agência de Segurança Nacional (NSA), Estados Unidos.

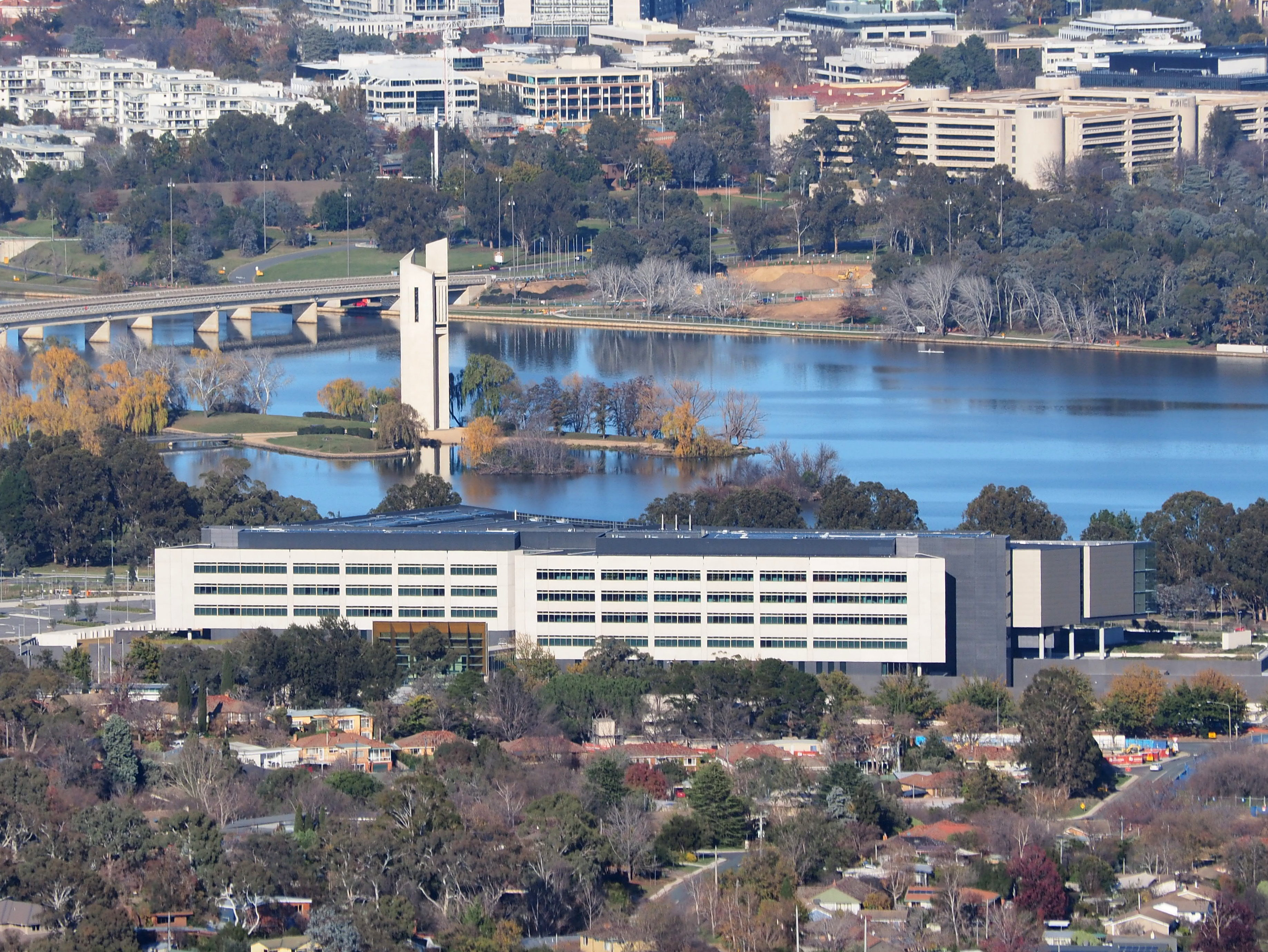
Sede da Organização Australiana de Inteligência de Segurança (ASIO), Austrália.

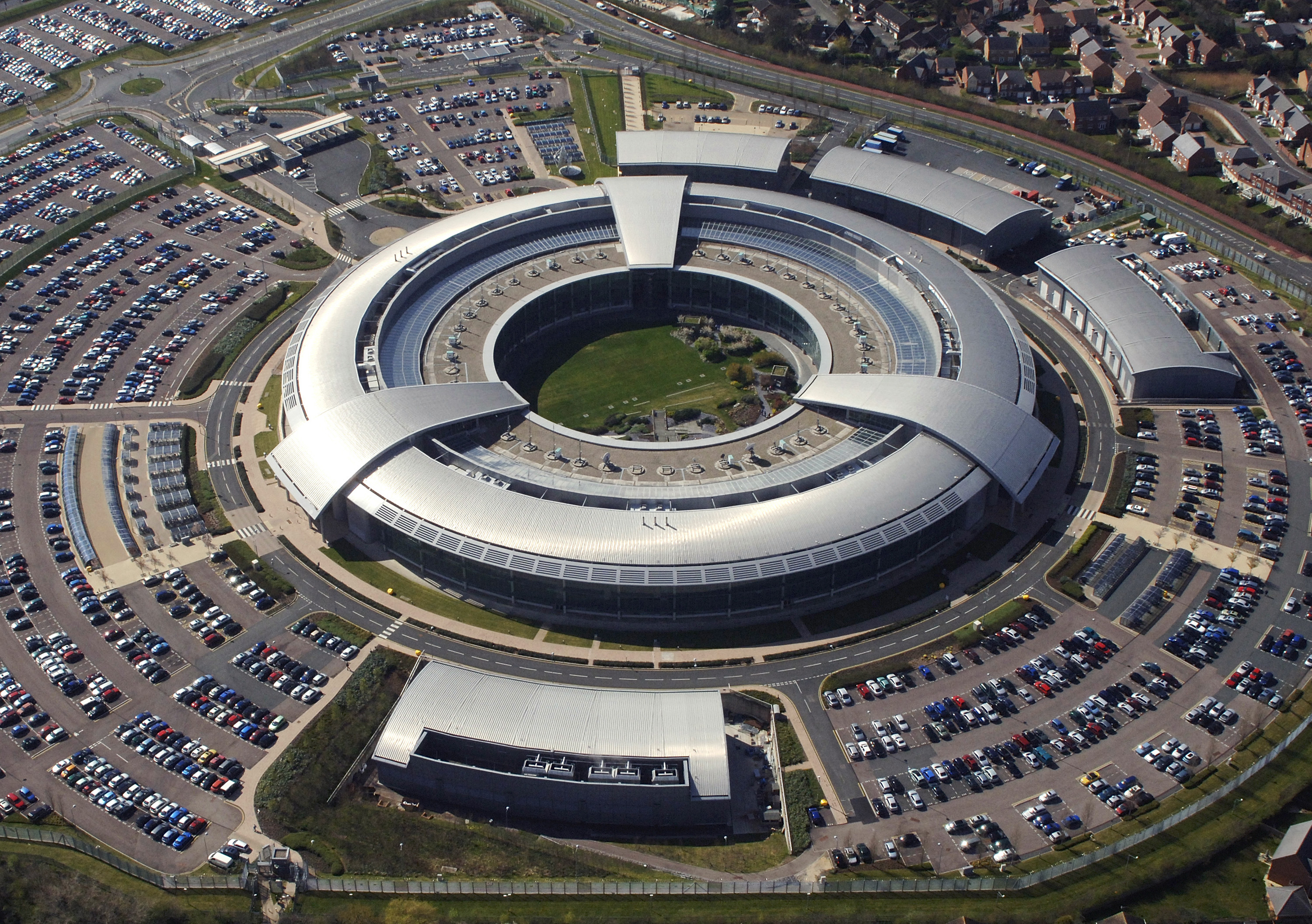
Sede do Government Communications Headquarters (GCHQ), Reino Unido.

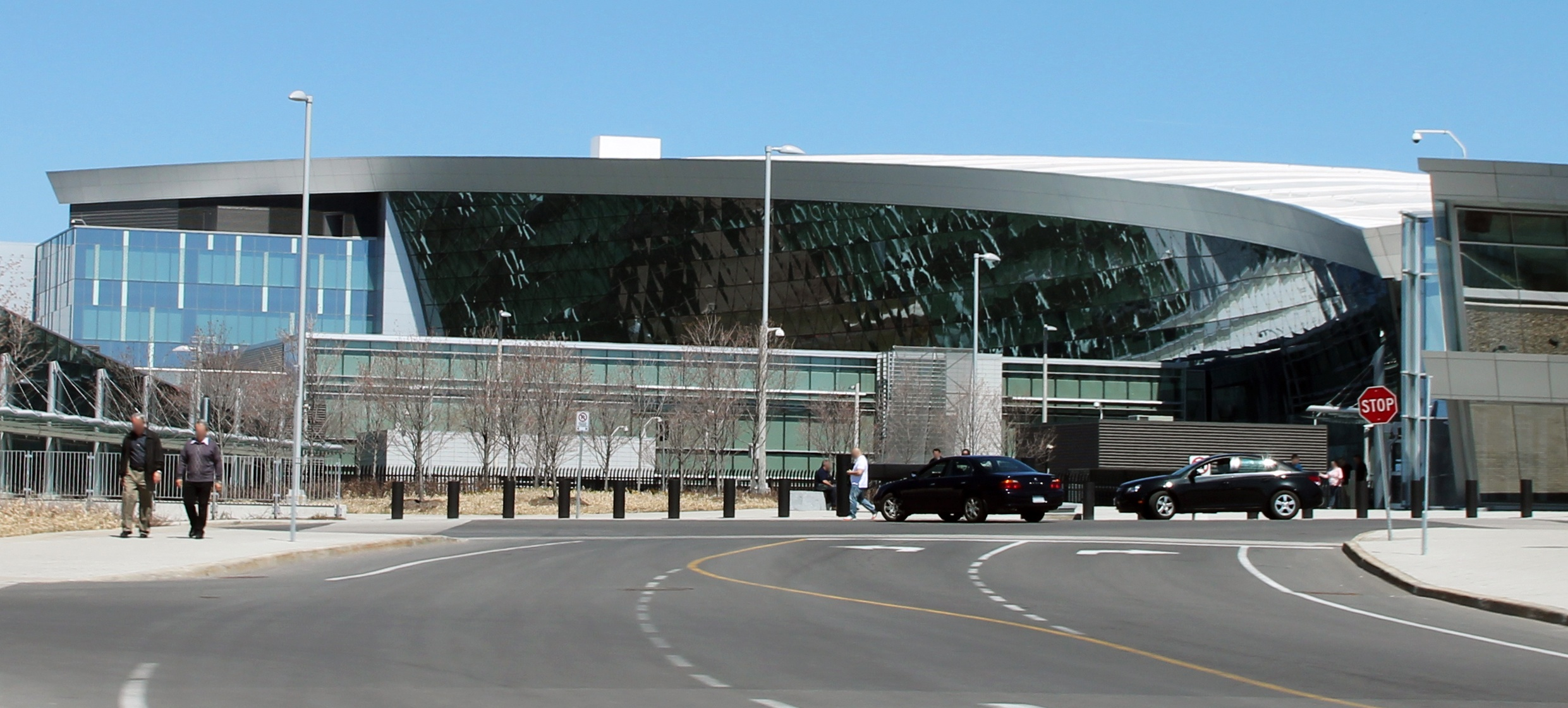
Sede do Communications Security Establishment (CSE), Canadá.

As origens da aliança Cinco Olhos inicia-se na Carta do Atlântico, que foi emitida em agosto de 1941 para colocar metas de vigilância aos seus aliados no pós segunda guerra mundial. Em 17 de Maio de 1943, o Acordo Britânico-US Communication Intelligence, também conhecido como Acordo BRUSA, foi assinado pelos dois países, Reino Unido e Estados Unidos, para facilitar a cooperação entre o departamento de guerra dos EUA e os britânicos Código Governo e Cypher School (GC & CS). Em 5 de março de 1946, o tratado secreto foi formalizado como o Acordo UKUSA, que forma a base para toda a inteligência de sinais de cooperação entre a NSA e o GCHQ,
Em 1948, o tratado foi estendido para incluir o Canadá, seguido de Noruega (1952), Dinamarca (1954), Alemanha Ocidental(1955), Austrália (1956) e Nova Zelândia (1956). Estes países participaram da aliança como “terceiros”. Em 1955, o status formal dos restantes países de “Cinco Olhos” foi oficialmente reconhecido em uma versão mais recente do Acordo UKUSA que continha a seguinte declaração:
Neste momento, unicamente Canadá, Austrália e Nova Zelândia serão considerados com UKUSA-colaboradores da comunidade de países. 
O termo "Five Eyes" tem suas origens como uma abreviatura para um nível de classificação "AUS / CAN / NZ / UK / US EYES ONLY" (AUSCANNZUKUS).

### Guerra Fria (1950-1990)
Durante a Guerra Fria, o GCHQ e a NSQA compartilharam informações da União Soviética, da República Popular da China e de vários países da Europa Oriental (Conhecidos como Exóticos). Ao longo de várias décadas, o ECHELON, rede de vigilância foi desenvolvida para monitorar as comunicações militares e diplomáticas da URSS e os blocos Orientais aliados.
Durante a Guerra do Vietnã, os operadores da Austrália e da Nova Zelândia na Ásia-Pacífico da região, trabalharam diretamente para apoiar só Estados Unidos, enquanto operadores do GCHQ estacionados na então colônia britânica de Hong Kong foram incumbidos do monitoramento dos norte-vietnamitas, com redes de defesa aérea. Durante a Guerra das Malvinas, os britânicos receberam dados de inteligência de seus aliados FVEY como a Austrália, bem como de terceiros, como Noruega e França. No rescaldo da Guerra do Golfo, um técnico de ASIS foi usado pelo SIS para bugs de escritórios políticos do governo do Kuwait.
Na década de 1950, o SIS e a CIA orquestraram conjuntamente a derrubada do primeiro-ministro do Irã Mohammed Mossadegh. Na década de 1960, o SIS e a CIA orquestraram conjuntamente o assassinato do líder da independência congolesa Patrice Lumumba. Já na década de 1970, a derrubada do presidente do Chile Salvador Allende. Durante os protestos de Tiananmen de 1989, M16 e a CIA participaram da Operação Yellowbird para resgatar dissidentes chineses.

### Divulgação da rede ECHELON (1988-2000)
Até o final do século XX, o ECHELON, rede de vigilância tinha evoluído para um sistema global capaz de varrer grandes quantidades de comunicações privadas e comerciais, incluindo chamadas de telefone, fax, e-mail e tráfego de outros dados. Isso foi feito através da interceptação de portadores de comunicação, tais como a transmissão por satélite e redes telefônicas públicas comutadas. O Reino Unido-Estados Unidos da América Acordo (UKUSA) define inteligência com 01. Recolha de dados 02. Aquisição e documentos e equipamentos de comunicação. 03. Análise de tráfego 04. Cryptanalysus 05. Decodificação e tradução 06. Aquisição de informações sobre a organização de comunicação, procedimentos, práticas e equipamentos. Os cinco olhos têm dois tipos de métodos de coleta de informações. O primeiro é o programa PRISM  e o segundo e a Montante. O programa PRISM reúne informações do usuário de empresas de tecnologia como Google, Apple e Microsoft, enquanto que o sistema Upstream reúne informações diretamente das comunicações de civis por meio de cabos de fibra e de infraestrutura com os dados passados. Em 1988, Duncan Campbell revelado no New Statesman a existência do ECHELON, uma extensão do UKUSA. Acordo sobre inteligência global de sinais (SIGNIT). A história, "Alguém está ouvindo", detalhou como as operações de espionagem não eram apenas empregadas no interesse da "segurança nacional", mas eram regularmente abusadas pela espionagem corporativa ao serviço dos interesses comerciais dos EUA. A peça passou fora largamente despercebida dos círculos de jornalismo. Em 1996, uma descrição detalhada do ECHELON foi fornecida pelo jornalista da Nova Zelândia Nicky Hager em um livro intitulado “Poder secreto da Nova Zelândia no Nerwork International Spy”, o que foi citado pelo Parlamento Europeu num relatório de 1998 intitulado “uma avaliaçaõ da tecnologia de controle políticos”. Em 16 de março de 2000, o Parlamento solicitou uma resolução sobre os Cinco Olhos e sua rede de vigilância Echelon, que, se aprovada, teria chamado para o total desmantelamento do Echelon.”
3 meses mais tarde, a Comissão Temporária sobre ECHELON foi instituída pelo Parlamento Europeu para investigar a rede de vigilância ECHELON. No entanto, de acordo com uma série de políticos europeus, com Esko Seppanen da Finlândia, estas investigações foram impedidas pela Comissão Europeia.
Nos Estados Unidos, o Congresso alertou que o sistema ECHELON poderia ser usado para monitorar os cidadãos Estadunidenses. Em 14 de maio de 2001, o governo dos Estados Unidos cancelou todas as reuniões com a comissão temporária sobre ECHELON.
De acordo com um relatório da BBC, em Maio de 2001, “O Governo dos EUA ainda se recusa a admitir que ECHELON existe mesmo.”

### Guerra ao Terror (2001-presente)
Na sequência dos ataques de 11 de Setembro sobre o World Trade Center e ao Pentágono, as capacidades de vigilância dos Cinco Olhos aumentaram grandemente como parte da mundial Guerra ao Terror.
Durante o período de preparação para a Guerra do Iraque, as comunicações do inspetor de armas da ONU Hans Blix foram monitoradas pelos cinco olhos. O cargo do secretário-geral da ONU, Kofi Annan estava grampeado por agentes britânicos. Um memorando da NSA com planos dos cinco olhos para aumentar a espionagem, com delações de seis países da ONU como parte de uma campanha de “Truques sujos” para aplicar pressão sobre estes países a votar a favor do uso da força contra o Iraque.
SIS e CIA forjaram uma parceria de vigilância com régua de Líbia Muammar Gaddafi para espiar dissidentes Líbios no Ocidente, em troca da permissão para usar a Líbia como uma base para entregas extraordinárias.
A partir de 2010, os cinco olhos também têm acesso a SIPRNet, a versão confidencial do governo dos Estados Unidos da Internet.
Em 2013, documentos vazados pelo ex-empreiteiro da NSA Edward Snowden, revelaram a existência de inúmeros programas de vigilância operados conjuntamente pelos Cinco Olhos. A lista a seguir inclui exemplos notáveis relatados na mídia.
- PRISM – Operado pela NSA em conjunto com CGHQ e o ASD[54][55]
- Xkeyscore – Operado pela NSA com contribuições da ASD e o GCSB[56]
- Tempora – Operado pelo GCHQ e a NSA[57][58]
- Muscular – Operado pelo GCHQ e a NSA[59]
- Cabine – Operado pela ASD, CIA, CSEC, GCHQ e NSA[60]

Em março de 2014, a Corte Internacional de Justiça, ordenou a Austrália parar de espionar no Timor Leste. Isto marca a primeira vez que tais restrições são impostas a um membro da FVEY.

## A controvérsia da espionagem e compartilhamento de informações internas
A aliança Cinco Olhos é uma espécie de artefato da era pós-Segunda Guerra Mundial, onde os países anglófonos são as maiores potências unidas para cooperar e partilhar os custos da infra-estrutura de recolha de informações. … O resultado disto foi durante décadas e décadas uma espécie de organização de inteligência supra-nacional que não responde às leis de seus próprios países.

—Edward Snowden
Em documentos recentes, se tornou conhecido o fato de que os “Cinco Olhos” tem intencionalmente espionado seus cidadãos e compartilhado as informações coletadas entre si, para contornar regulações domésticas restritivas de espionagem.Shami Chakrabarti, o diretor do grupo de advocacia “Liberty”, alegou que a aliança construída pelos “Cinco Olhos” aumenta a possibilidade que os Estados membros têm de “terceirizar o trabalho sujo” para os outros. O ex-contratado da NSA (agência de segurança nacional estado-unidense) Edward Snowden, descreveu os Cinco Olhos como uma “organização de inteligência supranacional que não obedece as leis de seus próprios países”.
Como resultado das revelações feitas por Snowden, a aliança dos “Cinco Olhos” se tornou objeto de crescente controvérsia em diversas partes do mundo:
- Canadá: No final de 2013, o juiz federal canadense Richard Mosley repreendeu fortemente o CSIS (Center for Strategic and International Studies) por terceirizar a vigilância canadense em prol de agências estrangeiras. A corte de justiça do país liberou um regulamento de 51 páginas, no qual afirma que o CSIS e outras agências federais canadenses têm contratado ilegalmente aliados dos “Cinco Olhos” em redes de informação, enquanto mantem tribunais federais domésticos “no escuro”.[65][66][67]
- Nova Zelândia: Em 2014, o NZIZ (serviço de inteligência) e o GCSB (agência governamental de segurança de comunicações) receberam um pedido do Parlamento Neozelandês para esclarecer se eles haviam recebido contribuições financeiras de membros dos “Cinco Olhos”. Ambas as agências retiveram informações relevantes e se recusaram a revelar qualquer possível contribuição recebida da aliança. O líder do Partido Trabalhista, David Cunliffe, reiterou que o público tem o direito de ser informado sobre essas questões.[68]
- União Europeia: No começo de 2014, o Conselho Europeu de Justiça e Assuntos Internos liberou um relatório provisório que confirmou que as agências de inteligência da Nova Zelândia e Canadá cooperaram com a NSA sob o programa dos “Cinco Olhos” e podem ter ativamente dividido dados pessoais de cidadãos europeus.[69][70]

## Futuro Alargamento
De 1946 em diante, o núcleo do Cinco Olhos consiste em Austrália (aceitou em 1956), Canadá (aceitou em 1948), Nova Zelândia (aceitou em 1956), o Reino Unido (cocriador em 1946), o e os Estados Unidos(cocriador em 1946). Mais distante, há um grupo de nações chamado “Terceira Festa de Parceiros”, que compartilha sua inteligência com o Cinco Olhos.
De acordo com Edward Snowden, a NSA tem uma “grande estrutura” chamado O Diretório dos Chamados Estrangeiros que é responsável por parceiras com países estrangeiros.
Seis Olhos
De acordo com a revista L’Obs, em 2009, os Estados Unidos propôs a França entrar no  Cinco Olhos, isso seria responsável pela transformação em “Seis Olhos”. Nicolas Sarkozy no entanto fez um requerimento para garantir os mesmos status para outros aliados, incluindo a assinatura de um “acordo de não espionagem”. Esse requerimento foi aprovado pelo diretor da NSA, porém não foi apoiado pelo diretor da CIA e também não foi aceito pelo presidente Barack Obama, resultando em uma recusa da França.
9 olhos
Os Nove Olhos consiste nos Cinco Olhos mais Dinamarca, França, os Países Baixos e Noruega.
14 olhos

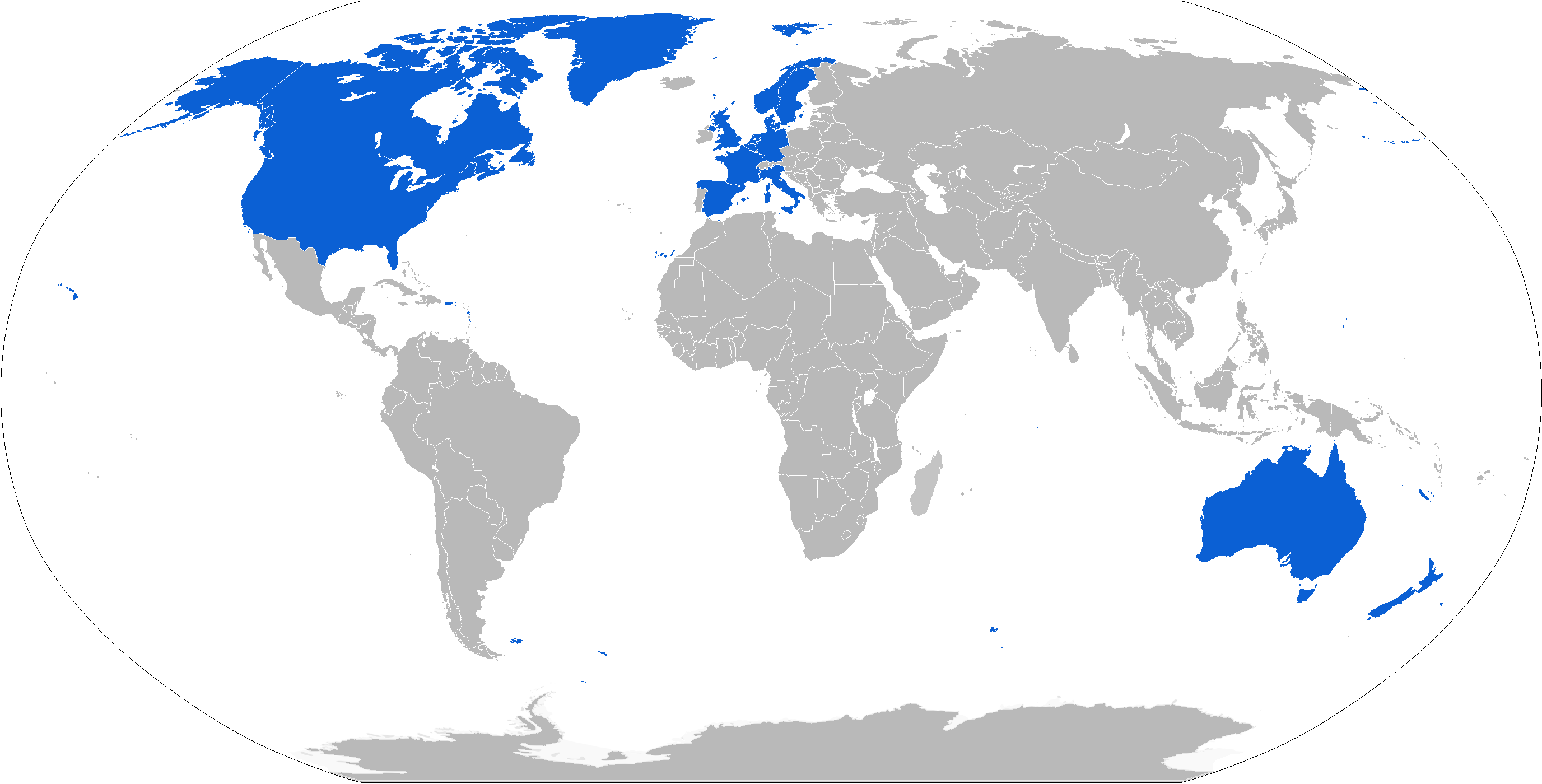
Um mapa dos países do Catorze Olhos

O Catorze Olhos consiste nos Nove olhos mais Alemanha, Bélgica, Itália, Espanha e Suécia. De acordo com um documento vazado por Edward Snowden, o Catorze Olhos é oficialmente conhecido como SIGINIT Seniors Europe, ou “SSEUR”. Dizem que a Alemanha está interessado em se mover para dentro do círculo da aliança. Um documento interno GCHQ de 2009 diz que a “Alemanha sente um pouco de rancor por não ter sido convidado para entrar no grupo 9 olhos.” Alemanha pode até mesmo ter desejado ter entrado no Cinco Olhos. Alguns membros do Congresso dos Estados Unidos como Tim Ryan e Chales Dent estão atualmente arquitetando entrada da Alemanha na Aliança do Cinco Olhos.
41 Olhos
Incluem todos os países do Catorze Olhos com a adição da coalização aliada no Afeganistão:
Países de Segunda Linha que estão com o Cinco Olhos e que tem “colaboração focada” ligada a exploração na rede de computadores inclui Áustria, Bélgica, República Tcheca, Dinamarca, Alemanha, Grécia, Hungria, Islândia, Itália, Japão, Luxemburgo, Holanda, Noruega, Polônia, Portugal, Coreia do Sul, Espanha, Suécia, Suíça e Turquia; Clube de Berna: 17 membros incluindo primariamente Estados Europeus: O EUA não é um membro; O Grupo de Contraterrorismo: Uma ampla parceira de mais de 17 Estados Europeus compõe o Clube de Berna, e também inclui os Estados Unidos;
Comitê Especial NATO: inventado pelos principais atores dos serviços de segurança dos países membros da NATO;
Outros
Singapura também está associado aos Cinco Olhos.

## Brasil: denúncias de espionagem
O ano de 2013 foi bastante significativo para se observar a extensão do poder que os Cinco Olhos possuem no esquema de vigilância global, dado que foram liberados por Edward Snowden e Glenn Greenwald vários documentos que comprovam espionagens realizadas sobre indivíduos e empresas nacionais de diversos países. O Brasil foi um dos alvos da espionagem realizada pela NSA.
As primeiras notícias sobre a invasão cibernética foram divulgadas, em julho de 2013, pelo jornal O Globo. Segundo o qual, milhões de chamadas telefônicas e e-mails de brasileiros e estrangeiros no país haviam sido monitorados pelo PRISM, programa de espionagem estadounidense que já havia sido alvo de denúncias por espionagem de cidadãos americanos.
Em setembro do mesmo ano, uma nova denúncia foi realizada em reportagem do programa de televisão Fantástico. Dessa vez, o alvo da espionagem foi a então presidente brasileira Dilma Rousseff e de seus assessores (espionagem realizada no ano de 2011), trazendo informações importantes para a agência de segurança nacional dos Estados Unidos. Ambas as graves denúncias levaram a um mal-estar diplomático entre os governos brasileiros e dos Estados Unidos, que foi acentuado quando, alguns dias depois surge a denúncia de espionagem da Petrobras.
Segundo nova reportagem apresentada pelo Fantástico, os dados coletados sobre a empresa brasileira (e também sobre as estrangeiras Google e Swift) foram interceptados de uma rede privada e eram usados para treinamento de novos agentes da NSA. Também foi colocado o questionamento sobre o teor de interesse econômico e estratégico por trás da espionagem da
maior empresa brasileira, que possui a mais alta tecnologia de exploração de petróleo.
Em resposta as denúncias, a Petrobras declarou que seu sistema de segurança é avançado e que seus funcionários são preparados para manter o sigilo das informações. A declaração da NSA foi de que eles não praticam espionagem de empresas estrangeiras para benefício próprio, e que apenas monitoram as empresas para acessar informações sobre possíveis crises econômicas.
A ex-presidente brasileira Dilma, se encontrou na época com o ex-presidente estado-unidense Barack Obama para discutir a questão e cobrou uma atitude ativa, afirmando que as práticas de espionagem não são condizentes com uma convivência democrática entre países aliados e que ferem os princípios de não-intervenção e soberania nacional.

## Lista

### Indivíduos Notáveis
Como a capacidade de vigilância dos Cinco Olhos continua a crescer, para acompanhar os avanços tecnológicos, um sistema de vigilância global vem sendo gradualmente desenvolvido para capturar comunicações de populações inteiras em todo o planeta. A lista a seguir contém alguns dos alvos dos Cinco Olhos que são figuras públicas em diferentes áreas. Para uma pessoa ser adicionada à lista, devem existir evidências documentadas com fontes confiáveis, tais como documentos vazados ou que tiveram seu sigilo quebrado ou contas de delatores, o que demonstra que a pessoa envolvida é, ou era, intencionalmente marcada pela vigilância dos Cinco Olhos.
| Foto | Nome                     | Tempo de vida | Agências de Vigilância | Notas | Referências                     |
| ---- | ------------------------ | ------------- | ---------------------- | --- | ------------------------------- |
|      | Charlie Chaplin          | 1889–1977     | - MI5 - FBI            | Um comediante inglês, produtor de filmes e compositor que chegou a fama na “Era do Silêncio”, Charlie Chaplin se tornou uma das mais importantes figuras na indústria cinematográfica através do seu personagem Carlitos. Devido aos seus laços com o comunismo, ele foi posto sob vigilância no começo de 1950 pelos agentes do MI5, que agiram em nome do FBI como parte de uma campanha que visava bani-lo dos Estados Unidos. | [ 84 ] [ 85 ] [ 86 ]            |
|      | Strom Thurmond           | 1902–2003     | - Varias               | Um democrata candidato da eleição presidencial dos Estados Unidos em 1948, Storm Thurmond representou o estado da Carolina do Sul no senado Estado Unidense de 1954 até 2003, quando completou 100 anos e foi reconhecido como o senador mais velho de toda a história dos EUA. Em 1988, Margaret Newsham, uma funcionária da Lockheed Corporation contou, em uma sessão fechada do congresso Estado Unidense, que as ligações telefonicas de Thurmond estavam sendo interceptadas pelos Cinco Olhos pelo sistema de vigilância ECHELON.                                        | [ 87 ] [ 88 ] [ 89 ]            |
|      | Nelson Mandela           | 1918–2013     | - CIA - SIS            | Um ativista, advogado e filantrópico Sulafricano, que foi presidente da Africa do Sul de 1994 a 1999. Nelson Mandela foi denunciado como terrorista pelos criticos e colocado sob vigilancia pelos agentes da SIS inglesa. Em 1962, Mandela foi preso após detalhes de sua atividade terrorista serem pegos pela CIA e levado até autoridades locais. | [ 90 ] [ 91 ] [ 92 ] [ 93 ]     |
|      | Jane Fonda               | 1937–         | - GCHQ - NSA           | Uma atriz, escritora, ativista política e modelo aposentada. Devido ao seu ativismo politico, seus meios de comunicação assim como os de seu marido, Tom Hayden, foram interceptados pela GCHQ e levados até a NSA. | [ 94 ] [ 95 ]                   |
|      | Ali Khamenei             | 1939–         | - GCHQ - NSA           | Um clérico da SHIA e antigo presidente do Irã, Ali Khamenei é o atual Líder Supremo do Irã. Durante uma rara visita ao Curdistão Iraniano em 2009, ele e sua comitiva foram visados para vigilância sob uma missão de espionagem de alta tecnologia envolvendo análise e processamento de imagens de satélites. A operação foi conduzida em conjunto pela GCHQ e NSA. | [ 96 ]                          |
|      | John Lennon              | 1940–1980     | - FBI - MI5            | Um músico, compositor e cantor principal dos Beatles, John Lennon engajou-se no ativismo anti-guerra através de várias músicas icônicas como “Give Peace a Chance”(Dê uma chance a paz) e “Happy Xmas (War Is Over)”(Feliz Natal (A Guerra Acabou). Em 1971 ele se mudou pra a cidade de Nova York para se juntar à protestos contra a Guerra do Vietnã. Durante os próximos 12 meses, o governo Estado Unidense lançou uma intensiva operação de vigilância para monitorar suas atividades e deporta-lo para Inglaterra. A operação foi conduzida pelo FBI com a ajuda do MI5. | [ 97 ] [ 98 ] [ 99 ] [ 100 ]    |
|      | Ehud Olmert              | 1949–         | - GCHQ - NSA           | Um político israelita, advogado e antigo Major de Jerusalém, Ehud Olmert é o 12º Primeiro Ministro de Israel. Ele e o israelita Ministro da Defesa, Ehud Barak, foram inclusos numa lista de vigilância de alvos usada pela GCHQ e pela NSA. | [ 101 ]                         |
|      | Susilo Bambang Yudhoyono | 1949–         | - ASD - NSA            | Ex-Chefe de Observação Militar da Força Mantedora da Paz da Nação Unida na Bosnia e Ex-Presidente da Indonésia, Susilo Bambang Yudhoyono e sua esposa foram colocados sob vigilância pela ASD, que compartilhou detalhes da operação com a NSA. | [ 102 ] [ 103 ] [ 104 ]         |
|      | Angela Merkel            | 1954–         | - Varias               | Ex-Pesquisadora científica, política Alemã e Chanceler da Alemanha desde 2005, Angela Merkel teve o suas comunicações feitas através do telefone monitoradas pelo Serviço de Coleção Especial (SCS), que faz parte do programa de vigilância STATEROOM dos Cinco Olhos. | [ 105 ] [ 106 ] [ 107 ]         |
|      | Diana, Princesa de Gales | 1961–1997     | - GCHQ - NSA           | Uma forte oponente internacional ao uso de minas terrestres, a Princesa de Gales foi posta sob vigilância pela GCHQ e pela NSA, que mantinha um arquivo de alto sigilo sobre ela que continha mais de 1000 páginas. O conteúdo da pasta “Diana” não pode ser revelado por preocupação pela segurança nacional. | [ 108 ] [ 109 ] [ 110 ]         |
|      | Kim Dotcom               | 1974–         | - FBI - GCSB           | Um Alemão-Finlandês empreendedor da internet, homem de negócios e hacktivista, Kim Dotcom (nascido Kim Schmitz) é o fundador do serviço de armazenamento Megaupload. Em nome do FBI, a GCSB da Nova Zelândia conduziu uma vigilância ilegal sobre Dotcom. O primeiro ministro John Key mais tarde emitiu uma nota de desculpas pela vigilância ilegal da GCSB. | [ 111 ] [ 112 ] [ 113 ] [ 114 ] |

### Organizações notáveis
Companhias Aéreas
- Aeroflot[115] (Rússia)

Redes de Televisão
- Al Jazeera[116] (Catar)

Instituições Financeiras
- MasterCard[117][não consta na fonte citada] (USA)
- Society for Worldwide Interbank Financial Telecommunication[117]
- Visa Inc.[117] (Estados Unidos)

Coorporações Multinacionais
- Thales Group[118] (França)

Corporações de Oléo
- Petrobras[119] (Brasil)
- Total S.A.[118] (França)

Mecanismos de Buscas
- Google[120][121] (Estados Unidos)
- Yahoo![122] (Estados Unidos)

Operadores de Telecom
- Alcatel-Lucent[123] (França)
- Belgacom[124] (Belgium)
- Pacnet[125] (Hong Kong)

Nações Unidas
- United Nations General Assembly[126]
- United Nations Institute for Disarmament Research[127]
- United Nations Children's Fund[118]
- United Nations Development Programme[118]
- International Atomic Energy Agency[128]

Universidades
- Tsinghua University[129] (China)
- The Racah Institute of Physics at the Hebrew University of Jerusalem[127] (Israel)

## Ligações Externas
- Um Clube Exclusivo: Cinco Paises que nao espionam uns nos outros (em Ingles) PBS
- Documentos do Acordo liberados em 2010
- Documentario - Dirigido por Kiwi Justin Pemberton (Chasing Great), co-produzido Nova Zelandia-Canada - em Ingles - disponivel online- "With My Five Eyes"